# Tony Chilton
Anthony Julian Thomas Chilton (sinh ngày 7 tháng 9 năm 1965) là một cựu cầu thủ bóng đá người Anh thi đấu ở vị trí hậu vệ.